# Maricarmen Regueiro
Maricarmen Regueiro, nome completo Maria del Carmen Regueiro Lorenzo (Los Teques, 22 novembre 1966) è un'attrice venezuelana, famosa per aver interpretato diverse telenovelas.

## Biografia
Nata da genitori spagnoli, entrambi immigrati in Venezuela dalla Galizia, è la quarta di cinque fratelli. Dopo aver frequentato la Scuola nazionale di Teatro, debuttò nel mondo delle telenovelas nel 1986, con una piccola partecipazione nella telenovela Cristal (che vedeva come protagonista Jeannette Rodríguez Delgado) a cui seguirono altre due partecipazioni come comprimaria ad altre due telenovelas venezuelane: Mi amada Beatriz ed Un volto, due donne trasmesse nel 1987 su RCTV; nello stesso anno recitò anche nella miniserie, sempre della RCTV, La famiglia, con accanto l'attore Carlos Mata.
La Regueiro fu di nuovo in coppia con Carlos Mata l'anno successivo, il 1988, quando fu scelta come l'eroina protagonista della telenovela Señora, a cui partecipavano anche Flavio Caballero e l'attrice-cantante Caridad Canelon, sempre trasmessa sul canale RCTV. La telenovela ebbe un enorme successo in Venezuela ed in tutta l'America Latina, ed ebbe un buon seguito anche in Europa e fece conoscere Maricarmen Regueiro anche in Italia. In seguito al successo di Señora fu protagonista l'anno successivo della nuova telenovela della RCTV: La storia di Amanda in cui fu affiancata da Flavio Caballero (con cui aveva già lavorato in Señora) e Gabriel Márquez e poi ancora seguì Natasha, altra telenovela di successo trasmessa sullo stesso canale nel 1990.
Altri serial dal grande seguito che videro Maricarmen Regueiro protagonista all'inizio degli anni novanta furono la coproduzione ispano-venezuelana Il disprezzo, rara telenovela che si concludeva senza il classico lieto fine, trasmessa da RCTV nel 1991 (In Italia arrivò solo nel 1994) e l'argentina Principessa, trasmessa nel 1992 che la affermarono definitivamente e la catapultarono nell'olimpo delle eroine delle telenovelas sudamericane, al pari di Verónica Castro, Grecia Colmenares, Luisa Kuliok, Jeannette Rodríguez Delgado, Lucía Méndez, Catherine Fulop, Mariela Alcalá, Mayra Alejandra ed Andrea del Boca.
In quegli anni la sua spensieratezza giovanile e la gioia per il grande successo ottenuto furono però spezzate dalla morte in un incidente stradale della sorella ventenne, a seguito della quale Maricarmen prese a suo carico i due figli di questa.
Per alcuni anni la Regueiro fu sentimentalmente legata all'attore venezuelano Franklin Virgüez (conosciuto sul set della telenovela Un volto, due donne). In seguito invece si legò all'imprenditore Ramiro Hellmeyer, che nel 1993 fu accusato di terrorismo (a seguito di un attentato dinamitardo avvenuto in un centro commerciale di Caracas che provocò un morto e decine di feriti, vicenda che ebbe grande risalto nei media venezuelani) ed incarcerato: la Regueiro non lasciò però l'uomo, sostenendone l'innocenza (finendo anch'essa indagata, anche se poco dopo fu prosciolta da ogni accusa), e durante la sua carcerazione, nel 1996, lo sposò: Hellmeyer verrà liberato solo nel 2000, grazie ad un indulto voluto dall'allora presidente venezuelano Hugo Chávez. La coppia ha in seguito avuto due figli, Nicolas, nato nel 2002, e Daniela, nata nel 2003.
La controversa vicenda che aveva visto protagonista suo marito aveva comunque ormai lasciato un'indelebile patina oscura sull'immagine della Regueiro, che poco si addiceva al romanticismo delle eroine delle telenovelas che aveva interpretato fino ad allora, e l'attrice finì per scomparire da ogni produzione venezuelana. Trovò quindi ospitalità in Argentina, dove già in precedenza aveva recitato in alcuni serial di successo, con le telenovelas Amores de fin de siglo del 1995 e Milady, la Historia continua del 1998 ed in Perù con la telenovela Cosas del amor del 1998. Solo più tardi ritornò anche negli schermi venezuelani con la telenovela Carissima del 2000, ma non raggiunse più la popolarità a cui era arrivata tra la fine degli anni ottanta ed i primi anni novanta.
Attualmente l'attrice si è ritirata dal mondo dello spettacolo ed ha deciso di dedicarsi a tempo pieno alla sua famiglia.

## Filmografia

### Telenovelas
- Cristal (1986)
- Un volto, due donne (La intrusa) (1987)
- Mi Amada Beatriz (1987)
- La famiglia (Mansión de luxe) (1986)
- Señora (1988)
- La storia di Amanda (Amanda Sabater) (1989)
- Natasha (1990)
- Il disprezzo (El desprecio) (1991)
- Principessa (Princesa) (1992)
- Amores de fin de siglo (1995)
- Milady, la historia continua (1998)
- Cosas del amor (1998)
- Carissima (2000)

### Film
- Un dia de exito, por favor (1987)

## Doppiatrici italiane
È stata doppiata da:
- Micaela Esdra in: La storia di Amanda, Principessa, Il disprezzo.
- Germana Pasquero in: Un volto, due donne, Señora.